# Episinus recifensis
Episinus recifensis är en spindelart som beskrevs av Claude Lévi 1964. Episinus recifensis ingår i släktet Episinus och familjen klotspindlar. Inga underarter finns listade i Catalogue of Life.